# Marc Décimo
 (octobre 2017).
Si vous disposez d'ouvrages ou d'articles de référence ou si vous connaissez des sites web de qualité traitant du thème abordé ici, merci de compléter l'article en donnant les références utiles à sa vérifiabilité et en les liant à la section « Notes et références ».
Marc Décimo, né le 11 mai 1958, est un écrivain, linguiste et historien d'art français.

## Biographie
Docteur en linguistique, en 1987, à l'université Paris-Nanterre, maître de conférences en sciences du langage à l'université d'Orléans puis professeur d'histoire de l'art contemporain à l'université Paris-Nanterre, Marc Décimo est aussi Régent du Collège de 'Pataphysique, chaire d'amôriographie littéraire, ethnographique et architecturale. Il est l'un des membres fondateurs de l'Ouphopo (OUvroir de PHOtographie POtentielle).
Il a publié une vingtaine de livres sur les fous littéraires, l'art des fous, l'art brut, en particulier Jean-Pierre Brisset et Marcel Duchamp. Il a écrit de nombreux articles sur l'histoire et l'épistémologie de la linguistique (Ferdinand de Saussure, Victor Henry, Michel Bréal, etc.).

## Publications

### Sur les fous littéraires
- Jean-Pierre Brisset, Prince des Penseurs, éditions Ramsay, Paris, 1986, 173 p.
- Des Espèces de l’Origine, vol. 1, Monitoires no 18, 1990, Cymbalum Pataphysicum, p. 3-64 et vol. 2, Monitoires no 20, 1991, p. 1-72
- Jean-Pierre Brisset, Œuvres complètes, Les Presses du réel, coll. « l’écart absolu », Dijon, 1 324 p., 2001 ; rééd. 2004  (ISBN 978-2-84066-042-2)
- Jean-Pierre Brisset, prince des penseurs, inventeur, grammairien et prophète, Les Presses du réel, coll. « l’écart absolu », Dijon, 2001, 800 p.  (ISBN 978-2-84066-043-9)
- Jean-Pierre Brisset : Les Œuvres natatoires. Préface : « La natation mène à tout », Postface : « Brisset et la natation », Les Presses du réel, coll. « l’écart absolu » poche, Dijon, 2002, 96 p.  (ISBN 978-2-84066-047-7)
- Le Diable au désert. Ananké-Hel! suivi de Paul Tisseyre Ananké : Rires et Larmes dans l’armée, Les Presses du réel, « L’écart absolu », 2005, 180 p., ill. et cartes insérées
- L’Esprit de la modernité révélé par quelques traits pataphysiques, ou Le Brisset facile, Dijon, Les Presses du réel, 2009, 176 pages (19 ill. n&b.)  (ISBN 978-2-84066-328-7)
- Le Texte à l'épreuve de la folie et de la littérature (avec Tanka G. Tremblay), Dijon, Les Presses du réel, coll. « Les Hétéroclites », 2017, 608 pages (ill. n&b)  (ISBN 978-2-84066-934-0)
- L'Invasion des grenouilles. Médiathèque La Grande Nouvelle. La Ferté-Macé. Flers Agglo. Catalogue de l’exposition (26 mai-16 juin 2018), 31 p.

### Sur Marcel Duchamp
- La Bibliothèque de Marcel Duchamp, peut-être, Dijon, Les Presses du réel, coll. « Relectures », 2002, 272 p. (ISBN 978-2-84066-073-6)
- Lydie Fischer Sarazin-Levassor : Un échec matrimonial. Le cœur de la mariée mis à nu par son célibataire, même, Préface : Marcel Duchamp et Lydie Sarazin-Levassor. Un colloque sentimental. Les Presses du réel, « L’écart absolu », Dijon, 2004, 208 p., ill.  (ISBN 978-2-84066-109-2)
- Marcel Duchamp, mis à nu. À propos du processus créatif, Les Presses du réel, « Chantiers », Dijon, 2004, 320 p., ill.  (ISBN 978-2-84066-119-1)
- Le Duchamp facile, Les Presses du réel, Dijon, « L’écart absolu poche », 2005, 160 p., ill.  (ISBN 978-2-84066-107-8).
- Catalogue de l’exposition Marcel Duchamp, R Rose Sélavy (musée des beaux-arts d'Orléans, 28 novembre 2005 - 29 janvier 2006), 2005, 16 p., 5 ill., couv. ill.
- Maurice Princet, le « mathématicien du cubisme », L’Échoppe, Paris, 2007.
- Marcel Duchamp et l’érotisme, Les Presses du réel, « L’écart absolu », Dijon, 2007, ill.  (ISBN 978-2-84066-225-9).
- Les Jocondes à moustaches, Les Presses du réel, coll. « Les Hétéroclites », Dijon, 2014, ill.  (ISBN 978-2-84066-725-4)
- Étant donné Marcel Duchamp. Palimpseste d'une œuvre, Les Presses du réel, Dijon, 2022, ill.  (ISBN 978-2-37896-217-3)

### Sur l'art brut
- Les Jardins de l’art brut, Dijon, Les Presses du réel, coll. « Chantiers », 2007. Réédition augmentée, 2016  (ISBN 978-2-84066-912-8)
- Émilie-Herminie Hanin (1862-1948) – Inventeure, peintresse naïve, brute et folle littéraire, Dijon, Les Presses du réel, coll. « Les Hétéroclites », 2013  (ISBN 978-2-84066-579-3).
- Des fous et des hommes avant l’art brut + réédition critique et augmentée de Marcel Réja, L’art chez les fous - Le dessin, la prose, la poésie (1907) ; textes de Benjamin Pailhas, Joseph Capgras, Maurice Ducosté, Ludovic Marchand, Georges Petit, Dijon, Les Presses du réel, coll. « Les Hétéroclites », 2017, 480 p. (160 ill. n&b)  (ISBN 978-2-84066-911-1).
- « L’irruption des exclus sur la scène de l’art », dans L'Art brut. Actualités et enjeux critiques, sous la direction de Martine Lusardy, préface de Michel Thevoz, Paris, Éditions Citadelles & Mazenod, coll. « L'art et les grandes civilisations », 2018, p.30-95.
- Pierre Richard (1802-1879) grimoires illuminés, collectif, Paris, Éditions Artulis. Pierrette Turlais, 2019, 280 p.  (ISBN 2-913244-08-4).
- Gabriel Audebert. Le carnaval de la comédie humaine, masques et bergamasques, Argentat-sur-Dordogne, Nuage vert, 2022, 80 p.  (ISBN 978-2-491771-14-0)
- De quelques vies ou ce qu'il en reste – Art populaire & Art Brut – Jardins pittoresques, rocailles, curiosités de créateurs en tout genre, Dijon, Les presses du réel, collection Les Hétéroclites, 2025, 438 p.  (ISBN 978-2-37896-486-3)

### Sur l'Histoire et l'épistémologie de la linguistique
- Catalogue de l’exposition Michel Bréal (1832-1915) et les linguistes de son temps, Centre Charles Péguy, Orléans, 1997, deux fascicules, nombreuses photographies, 84 p.
- Sciences et pataphysique : Savants reconnus, érudits aberrés, fous littéraires, hétéroclites et celtomanes en quête d’ancêtres hébreux, troyens, gaulois, francs, atlantes, animaux, végétaux…, t. 1, Dijon, Les presses du réel, coll. « Les Hétéroclites », 2014, 1023 p. (ISBN 978-2-84066-646-2).
- Sciences et pataphysique : Comment la linguistique vint à Paris – De Michel Bréal à Ferdinand de Saussure, t. II, Dijon, Les presses du réel, coll. « Les Hétéroclites », 2014, 415 p. (ISBN 978-2-84066-599-1).

### Divers
- Marie Le Masson Le Golft (1749-1826) : Balance de la Nature (1784), Préface : « La femme qui notait la Nature », Les Presses du réel, coll. « L’écart absolu poche », Dijon, 2005, 128 p.
- Croatioupipiskouisi ! pièce de théâtre sur le langage des animaux [d'après Pierre Dupont de Nemours]. Mise en scène par Jean-Pierre Larroche, publié dans Histoires littéraires, Comme il vous plaira, Tusson Charentes, Du Lérot, 2016.
- Johnny à peu près. Interprétations graphiques d’une idole, Paris, Serious publishing, 2022  (ISBN 978-2-36320-034-1).